# Allostichaster peleensis
Allostichaster peleensis is een zeester uit de familie Stichasteridae.
De wetenschappelijke naam van de soort werd in 1974 gepubliceerd door Marsh.